# Staré Verneřice

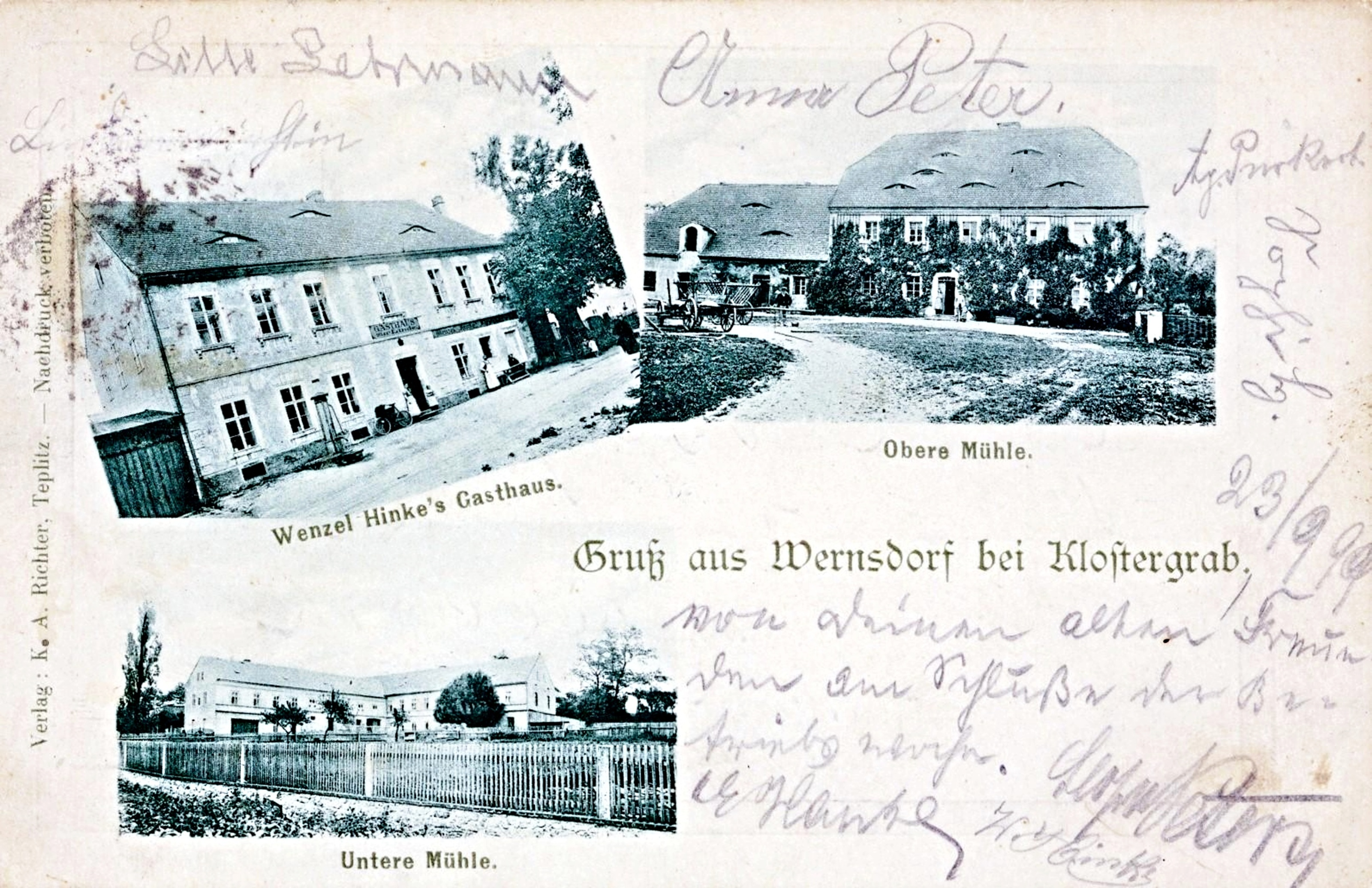
Postkarte aus dem Jahre 1899

Staré Verneřice (deutsch Alt Wernsdorf) ist eine in den 1950er Jahren entstandene Ortswüstung, deren Flur zur Gemeinde Jeníkov u Duchcova (deutsch Janegg bei Dux) im Okres Teplice in der Tschechischen Republik gehört.

## Geografische Lage
Der Ort befand sich am südlichen Fuß des Erzgebirges im Nordböhmischen Becken. Östlich erhebt sich der Panský kopec (Herrenhübel, 275 m). In der Nähe der früheren Dorfstelle liegt der ehemalige Tagebausee Barbora, der zu Erholungszwecken dient. 

## Geschichte
Die Ersterwähnung von (Alt) Wernsdorf erfolgte im Jahre 1282.
Alt Wernsdorf unterstand bis zur Mitte des 19. Jahrhunderts dem in Janegg ansässigen Patrimonialgericht, das sich seit der Mitte des 17. Jahrhunderts im Besitz der Grafen von Waldstein befand.  Nach Auflösung der Patrimonialgerichtsbarkeit schloss sich der Ort 1849 mit anderen Dörfern zur Gemeinde Janegg zusammen und teilte fortan die Geschicke dieser Gemeinde.
Von 1938/39 bis Mai 1945 gehörte Alt Wernsdorf als Ortsteil von Janegg zum Reichsgau Sudetenland, Landkreis Dux, Regierungsbezirk Aussig. Nach Ende des Zweiten Weltkrieges wurden die deutschen Bewohner des nunmehr wieder zur Tschechoslowakei gehörenden Ortes gezwungen, diesen zu verlassen. Die leergezogenen Gebäude verfielen und wurden in den 1950er Jahren abgetragen und das Dorf aufgegeben, um dem Braunkohleabbau zu weichen. Nördlich der früheren Dorfstelle befindet sich der überflutete Otakar-Steinbruch und im Osten der Barbora-Stausee.